# Aéroport de Williamsport-comté de Lycoming
Williamsport-Lycoming County Airport (code IATA : IPT • code OACI : KIPT) est le principal aéroport de l'État de Pennsylvanie, desservant notamment la ville de Williamsport.
L'aéroport voit trois vols quotidiens vers Philadelphie avec American Eagle. Les avions utilisés sont Embraer ERJ 145. En 2016, l'aéroport a enregistré un nombre record de passagers 40,000.

## Compagnies aériennes et destinations

### Passager

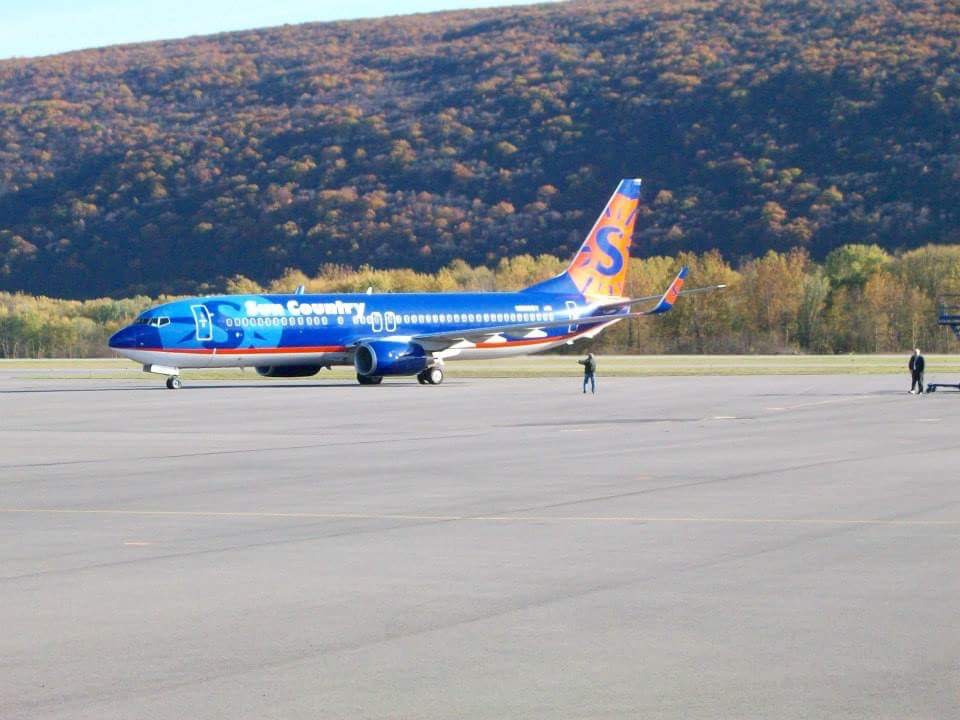
Boeing 737

| Compagnies     | Destinations | Ref   |
| -------------- | ------------ | ----- |
| American Eagle | Philadelphie | [ 1 ] |

### Cargaison
| Compagnies                      | Destinations                                                                                 | Ref |
| ------------------------------- | -------------------------------------------------------------------------------------------- | --- |
| FedEx Opéré par Wiggins Airways | - Harrisburg (Middletown) - Philadelphie En saison: - Wilkes-Barre/Scranton - Newark-Liberty |     |

## Incidents et accidents
- 4 avril 1991 un Piper Aerostar lequel défunt depuis l'aéroport écrasé près Philadelphie meurtre Sénat des États-Unis John Heinz de même que 5 autres.